# Robert Ryman
Robert Tracy Ryman (* 30. Mai 1930 in Nashville, Tennessee; † 8. Februar 2019 in Manhattan, New York) war ein US-amerikanischer Maler.

## Leben und Werk
Ryman studierte 1948 am „Polytechnic Institute“ in Cookeville, Tennessee und 1949 Musik am „George Peabody College“ in Nashville. Von 1950 bis 1952 diente er bei der US Army als Saxophonist. Hiernach siedelte er nach New York und absolvierte eine Ausbildung zum Jazz-Musiker. Während seiner Tätigkeit als Aufseher im Museum of Modern Art in New York in den Jahren von 1953 bis 1960 lernte er zahlreiche Künstler kennen. Die Werke von Paul Cézanne, Pablo Picasso und Henri Matisse beeindruckten ihn besonders. Daraufhin gab er 1954 die Musik zugunsten der Malerei auf. Nach einigen malerischen Versuchen im Kontext des Abstrakten Expressionismus, bei denen er Zahlen, Buchstaben oder andere Schriftzeichen mit lyrisch abstrakten Farbzonen verband, reduzierte er Anfang der 60er Jahre die Farbskala auf Weiß und konzentrierte sich auf Variationen verschiedener Farbaufträge und Maltechniken auf der Bildfläche. Ryman begann nun ebenfalls, seine Leinwände ohne Keilrahmen direkt auf der Wand zu befestigen. Seit Mitte der 60er Jahre entwickelte er eine Vielfalt an weißen Leinwänden, die sich alleine durch den verschiedenen Farbauftrag, Duktus, Flächendifferenzierungen unterscheiden. Seine Malerei verweist auf sich selbst und wird damit zum Gegenstand der Kunst an sich.
Ryman gilt als Vertreter der Analytischen Malerei. Sein Lebenswerk besteht in vielfältiger Auseinandersetzung mit der Farbe Weiß und ist von internationalem Rang. Seine Werke sind unter anderem im Museum für Moderne Kunst Frankfurt, im Museum of Modern Art, im Solomon R. Guggenheim Museum, im Metropolitan Museum of Art und in der Dia Art Foundation ausgestellt. Das Haus der Kunst in München widmete dem Künstler 2000 eine große Einzelausstellung.
Robert Ryman war Teilnehmer der Documenta 5 in Kassel im Jahr 1972 und auch auf der Documenta 6 (1977) und der Documenta 7 im Jahr 1982 als Künstler vertreten. Ebenso stellte er auf der Biennale di Venezia (1976, 1978, 1980 und 2007) aus, sowie auf der Whitney Biennial (1977, 1987 und 1995). Seine erste Retrospektive widmete ihm 1974 das Stedelijk Museum in Amsterdam.
2005 wurde Ryman mit dem Praemium Imperiale und dem Roswitha Haftmann-Preis ausgezeichnet. 2006 wählte die National Academy of Design Robert Ryman zum Vollmitglied (NA). Zudem war er seit 1994 gewähltes Mitglied der American Academy of Arts and Letters und seit 2000 der American Academy of Arts and Sciences.

## Öffentliche Sammlungen
- Hallen für Neue Kunst, Schaffhausen
- Migros Museum für Gegenwartskunst, Zürich
- Museum für Moderne Kunst, Frankfurt am Main